# Puoi fare meglio
Puoi fare meglio è un singolo del cantante italiano Chiello, pubblicato il 12 maggio 2023 come secondo estratto dal secondo album in studio Mela marcia, dalla Island.

## Tracce
Testi di Rocco Modello, musiche di Giovanni Imparato, Gregory Taurone, Matteo Novi.
1. Puoi fare meglio – 2:58